# Cuenca hidrográfica del Guadiana

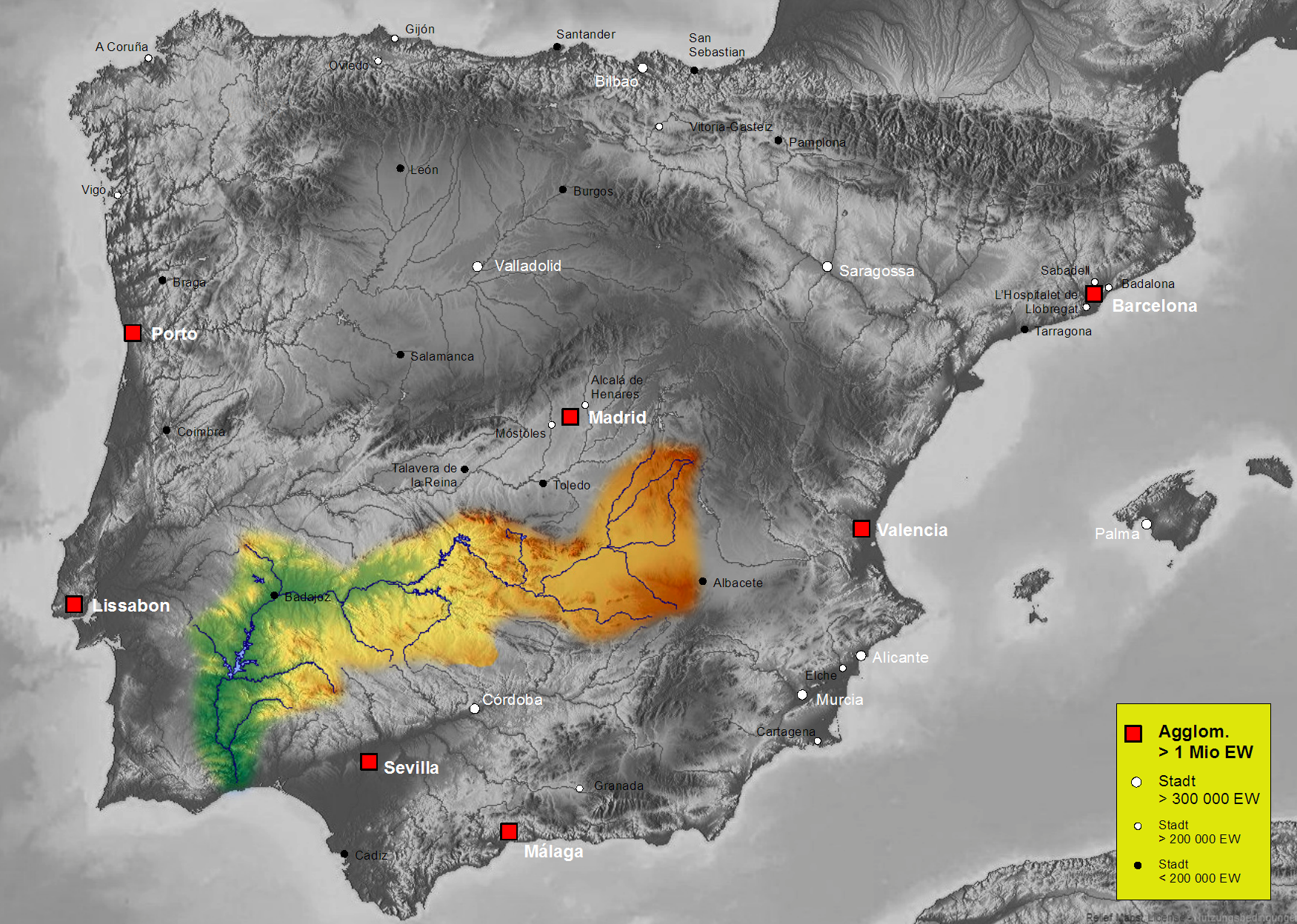
Mapa físico de la cuenca del Guadiana.

La cuenca hidrográfica del Guadiana es la cuenca hidrográfica del río homónimo que discurre por el centro y suroeste de la península ibérica y desemboca entre Villarreal de San Antonio y Ayamonte, haciendo de frontera entre Portugal y España.
|                            | Guadiana España | Guadiana total   | % España/total |
| -------------------------- | --------------- | ---------------- | -------------- |
| Aportación, Hm³            | 3.884'1         |                  |                |
| Superficie, km²            | 55.527'6        | 67.147'7         | 82'69          |
| Población, hab. (INE 2005) | 1.472.800       | 2.000.000 (est.) | 74             |

El número de afluentes principales, esto es, de más de 25 kilómetros de longitud, es de 137, entre los que destacan el Guadalmez, el Bullaque, el Estena, el Zújar, el Zapatón, el Gévora, el Múrtigas y el Ardila, por nombrar solo las aportaciones de más de 90 Hm³. de forma natural. El río Vascão es el principal afluente de la zona portuguesa, con una cuenca individual de unos 455 km².

| Comunidad Autónoma | Provincia   | Superficie (km²) | Superficie (%) | Superficie por CCAA (%) |
| ------------------ | ----------- | ---------------- | -------------- | ----------------------- |
| Andalucía          | Córdoba     | 2.747'3          | 4'9            | 10'1                    |
|                    | Huelva      | 2.870'5          | 5'2            |                         |
| Castilla-La Mancha | Albacete    | 2.006'0          | 3'6            | 47'7                    |
|                    | Ciudad Real | 16.466'9         | 29'7           |                         |
|                    | Cuenca      | 4.789'9          | 8'6            |                         |
|                    | Toledo      | 3.199'8          | 5'8            |                         |
| Extremadura        | Badajoz     | 20.251'5         | 36'5           | 42'2                    |
|                    | Cáceres     | 3.195'6          | 5'8            |                         |

## Fuente
- www.chguadiana.es

- Datos: Q5793713
- Multimedia: Guadiana Basin / Q5793713